# 愛知県道189号・岐阜県道113号善師野多治見線
愛知県道189号・岐阜県道113号善師野多治見線（あいちけんどう189ごう・ぎふけんどう113ごう ぜんじのたじみせん）は、愛知県犬山市と岐阜県多治見市を結ぶ一般県道である。

## 概要
愛知県犬山市大字善師野の愛岐交差点（愛知県道186号御嵩犬山線交点）が起点。起点より南東に進み、国道41号の下をくぐり、まもなく岐阜県可児市に入る。この後は新興住宅地をくねくね迂回しながら進む。かなり狭隘な区間が存在したが現在、可児市東帷子地内の美濃田から古瀬にかけては、その狭隘区間に新たにバイパスが建設された。西可児駅方面から犬山、国道41号への新たなルートができ、帷子インターの通勤時間帯における慢性的な混雑を解消できる可能性もある。愛岐ヶ丘交差点付近からは南東ないし東方向に進む。可児市塩河（しゅうが）地区からはまた狭い道になって、南東に進む。多治見市に入り、大薮町から太多線の踏切までもかなり狭い。踏切を越えると旧国道248号に出る。旧国道248号は国道指定からはずれ、愛知県道189号・岐阜県道113号善師野多治見線が延長された。多治見市街地方向に進み、牧峠を越えた多治見市松坂町の松坂町3丁目交差点（岐阜県道83号多治見白川線交点）が終点。

### 路線データ
- 始点：愛知県犬山市大字善師野（愛岐交差点：愛知県道186号御嵩犬山線交点）
- 終点：岐阜県多治見市松坂町（松坂町3丁目交差点：岐阜県道83号多治見白川線交点）

## 地理
途中牧峠を通る。

### 通過する自治体
- 愛知県　
  - 犬山市
- 岐阜県
  - 可児市 - 多治見市

### 交差する道路
愛知県
- 愛知県道186号御嵩犬山線（犬山市 愛岐交差点）
- 国道41号＜立体交差＞（犬山市大字善師野）

岐阜県　
- 岐阜県道121号長洞犬山線（可児市 長洞交差点）
- 国道248号＜立体交差＞（多治見市 大薮町）
- 岐阜県道83号多治見白川線（多治見市松坂町3丁目交差点）

### 沿線
- 可児市立南帷子小学校
- 日本ラインゴルフ倶楽部
- JR太多線 姫駅
- 可児やすらぎの森